# Jonathan Chimier
Jonathan James Chimier (6 agosto 1982) è un ex lunghista mauriziano.

## Biografia
Chimier ha debuttato internazionalmente nel 1999 e per un decennio ha preso parte a numerose manifestazioni internazionali. I più grandi successi sono stati riscontrati in ambito linguistico-regionale, come la medaglia d'oro ai Giochi della Francofonia 2003 in Canada o l'oro a Brazzaville nel corso dei Campionati africani 2004.
Chimier, oltre ad aver fatto parte della staffetta veloce alle Olimpiadi di Sydney 2000, ha all'attivo una partecipazione individuale alla finale di salto in lungo ai Giochi olimpici di Atene 2004, in occasione della quale ha fissato un nuovo record nazionale nel corso delle qualificazioni alla finale olimpica.

## Palmarès
| Anno | Manifestazione                         | Sede         | Evento         | Risultato | Prestazione | Note |
| ---- | -------------------------------------- | ------------ | -------------- | --------- | ----------- | ---- |
| 1999 | Campionati africani U20                | Tunisi       | Salto in lungo | Argento   | 7,44 m      |      |
| 1999 | Giochi panafricani                     | Johannesburg | Salto in lungo | 8º        | 7,44 m      |      |
| 1999 | Mondiali U18                           | Bydgoszcz    | Salto in lungo | 5º        | 7,47 m      |      |
| 2000 | Giochi olimpici                        | Sydney       | 4×100 m        | Batteria  | 39"55       |      |
| 2001 | Giochi della Francofonia               | Ottawa       | Salto in lungo | Oro       | 7,89 m      |      |
| 2001 | Campionati africani U20                | Moka         | Salto in lungo | Oro       | 7,48 m      |      |
| 2001 | Campionati africani U20                | Moka         | 4×100 m        | Oro       | 41"50       |      |
| 2002 | Giochi del Commonwealth                | Manchester   | Salto in lungo | 10º       | 7,49 m      |      |
| 2003 | Giochi delle isole dell'Oceano Indiano | Moka         | Salto in lungo | Bronzo    | 7,71 m      |      |
| 2003 | Mondiali                               | Saint-Denis  | Salto in lungo | nm (q)    | nm (q)      |      |
| 2004 | Mondiali indoor                        | Budapest     | Salto in lungo | 16º (q)   | 7,78 m      |      |
| 2004 | Campionati africani                    | Brazzaville  | Salto in lungo | Oro       | 8,06 m      |      |
| 2004 | Giochi olimpici                        | Atene        | Salto in lungo | 10º       | 8,03        |      |
| 2005 | Mondiali                               | Helsinki     | Salto in lungo | 17º (q)   | 7,65 m      |      |
| 2007 | Giochi delle isole dell'Oceano Indiano | Antananarivo | Salto in lungo | Oro       | 7,86 m      |      |
| 2008 | Campionati africani                    | Addis Abeba  | Salto in lungo | Argento   | 7,99 m      |      |
| 2009 | Giochi della Francofonia               | Beirut       | Salto in lungo | 8º        | 7,09 m      |      |